# Street Slide
Street Slide es un servicio de fotografía que pertenece a la multinacional estadounidense Microsoft. Se encuentra disponible en la web Bing Maps, y proporciona imágenes en 360°, es decir, un Street View como el de Google Street View o City8. Permite arrastrar la imagen gracias a la tecnología láser por todas las calles de algunas ciudades como San Diego, en Estados Unidos. También se puede acercar y alejar el zum, con la aparición del nombre de la calle en las imágenes panorámicas. Las fotografías fueron tomadas sobre el techo de algunos coches pertenecientes a la empresa. Su lanzamiento fue el 6 de diciembre del 2009 y permite ver las calles gracias a un muñeco azul, muy parecido al pegman del Google Street View. Tiene la opción de poder moverse con las teclas de adelante a atrás y de derecha a izquierda.

## Comienzos
La primera versión del Street View por parte de Microsoft fue el Local Live, un programa gratuito con fotografías en Seattle y en San Francisco, ambas en Estados Unidos, con opción de ver las fotografías desde distintos interiores de vehículos.

## Versión para móvil
El 18 de diciembre de 2010, los ingenieros de Microsoft, crearon una aplicación para iPhone, en la que se puede navegar por el Street Slide con total normalidad.

## Ciudades con Street Slide
Estados Unidos: Miami, Jacksonville, Fort Lauderdale, West Palm Beach, Orlando, Tampa, Clarwater, St. Petersburg, Jakson, Augusta, Atlanta, Birmingham, Columbia, Charlotte, Raleigh, Richmond, Columbus, Baltimore, Dayton, Cincinnati, Boston, Washington, Albany, Nueva York, Alexandría, Norfolk, Virginia Beach, Filadelfia, Indianapólis, Nashville, Saint Louis, Milwaukee, Chicago, Detroit, Cleveland, Akron, Ann Arbor, Minneapólis, Saint Paul, Portland, Tacoma, Seattle, Olympia, Bellevue, Flint, Buffalo, Amherst, Newark, Pittsburg, Nueva Orleans, Baton Rouge, Austin, Houston, Pasadena, San Antonio, Dallas, Plano, Fort Worth, Oklahoma City, Wichita, Little Rock, Louisville, Kansas City, Overland Park, Denver, San Diego, Las Vegas, Salt Lake City, Sacramento, San Francisco, San José, Sunnyvale, Daly City, Oakland, Salinas, Santa Rosa, Salen, Honolulu, Phoenix, Allentown, Lawrence, Bentonville, Springdale, Fayetteville, Rogers, Lowell, Bella Vista, Siloam Springs, Placerville, South Lake Tahoe.
Canadá: Vancouver, Whistler, Burnaby, Richmond.
Francia: París, Roye, Clamart, Boulogne-Billancourt, Versalles.
Holanda: La Haya, Katwijk aan de Rijn.
Reino Unido: Londres, Mánchester, Liverpool.
Alemania: Duisburgo, Dusseldorf, Frankfurt del Main, Berlín, Erlangen, Núremberg, Stuttgart, Múnich, Augsburgo, Ingolstadt.